# Araquari
Araquari este un oraș în Santa Catarina (SC), Brazilia. 